# Guillaume X d'Auvergne
Pour les articles homonymes, voir Guillaume X.
Guillaume X d'Auvergne, né vers 1195, mort en 1247. Il fut comte d'Auvergne (1222-1247), succédant dans ce qu'il reste de ce fief à son père, c'est-à-dire la comté d'Auvergne avec Vic-le-Comte pour capitale.
Il est le fils de Guy II d'Auvergne (v. 1165-1224), comte d'Auvergne (v. 1194-1224) et de Péronnelle de Chambon (née vers 1160), dame de Combrailles. Il participe à la guerre contre le roi de France Philippe-Auguste et est à l'âge de dix-huit ans un des derniers défenseurs du comté d'Auvergne lors du siège de Tournoël en 1213. À la suite de la défaite comtale, il devient comte de la portion restée indépendante de la couronne française.

## Biographie

### Le siège de Tournoël
À l'âge de 18 ans, il est parmi les défenseurs de la forteresse de Tournoël lors du siège mené par l'armée française de Philippe-Auguste et de Guy II de Dampierre. Le château en question est le dernier bastion libre de l'Auvergne, les autres châteaux ayant été pris et son père, Guy II d'Auvergne, ayant été fait prisonnier par les Français à la suite de la prise de la ville de Riom. 
À la suite des déboires des Français à mener le siège le roi de France sonne la retraite. Les auvergnats en profitent pour réaliser une sortie pour capturer les chevaux français. Or, les français réussissent à se défendre et causent de nombreuses pertes chez les auvergnats et prennent de nombreux prisonniers dont Guillaume et son cousin Albert. Le commandant de la forteresse voyant le fils du comte capturé et ses troupes vaincues, se rend. Tournoël et le comté d'Auvergne sont définitivement tombés.

### La succession: division en deux comtés
Quand il succède à son père, il trouve presque tout son héritage entre les mains de Guy de Dampierre et d'Archambaud de Bourbon, sous la garde desquels le roi Philippe-Auguste l'a mis. 
En 1229 ou 1230, le roi Louis IX le rétablit dans une partie des terres confisquées à son père (Mercurol, Mirefleurs, Ybois, Cremps, Saint-Babel, Laps, Busséol, Buron et Saint-Julien-de-Coppel) autour de sa capitale, Vic d'Auvergne, et sous l'hommage de la couronne.
Il y a alors deux comtés d'Auvergne : à savoir celui de Guillaume, et l'ancien comté d'Auvergne proprement dit, désormais nommé la Terre d'Auvergne avec Riom pour capitale et qui deviendra par la suite le Duché d'Auvergne:
Le premier, le moins important, comprend le château et la ville de Vic qui devient le chef lieu du comté et s'appelle alors Vic-le-Comte, avec les châtellenies de Mirefleurs, de la Chypre, de Besse, de Clavières, de Montredon, d'Artonne et de Lezoux.
Le roi de France saint Louis donne en 1241, la Terre d'Auvergne en apannage à son frère Alphonse de Poitiers, investi comte de Poitou et de Saintonge, et comte de Toulouse du chef de sa femme.  À sa mort, en 1271, la Terre d'Auvergne revient à la couronne.

## Descendance
Le 3 février 1225, il épousa Adélaïde de Brabant (v. 1190-1265), comtesse de Boulogne (1260-1265), fille de Henri Ier (v. 1160-1235), duc de Brabant, et de Mathilde de Lorraine (apr. 1170-v. 1210), dite Mathilde van Bonen.
De cette union sont issus :
- Robert V (v. 1225-1277), comte d'Auvergne (1247-1277) et de Boulogne (1265-1277) ;
- Marie d'Auvergne (v. 1225-1280), x 11 décembre 1238 Gauthier VI Berthout (v. 1225-1286), seigneur de Malines ;
- Mathilde d'Auvergne (v. 1230-1280), x av. 1255 Robert II, comte de Clermont et dauphin d'Auvergne (1273-1281).